# Keraymonia pinnatifolia
Keraymonia pinnatifolia är en flockblommig växtart som beskrevs av M.F.Watson. Keraymonia pinnatifolia ingår i släktet Keraymonia och familjen flockblommiga växter. Inga underarter finns listade i Catalogue of Life.